# 872 до н. е.

## Події
- Традиційна дата початку правління Ромула Аллодія в латинському місті Альба-Лонга.
- Помер єгипетський фараон  Такелот I, йому спадкував син Осоркон II.

### Астрономічні явища
- 22 квітня. Часткове сонячне затемнення.[1]
- 17 жовтня. Часткове сонячне затемнення.[1]

## Померли
- Такелот I, давньоєгипетський фараон з XXII (Лівійської) династії